# ジャリッド・フェイマス
ジャリッド・フェイマス（Jarrid Jerome Famous、1988年7月16日 - ）は、アメリカ合衆国のバスケットボール選手。Dリーグや海外リーグでプレーしている。

## 経歴
ウエストチェスター・カレッジを経てサウスフロリダ大学でプレイした後、2011年のNBAドラフトで指名されなかったフェイマスは2011年の10月にスロバキアのバンスカー・ビストリツァと選手契約を結んだが、2試合に出場したのみで退団した。11月にはNBADLのドラフトでアイオワ・エナジーに指名され入団 。12月9日にはNBAのインディアナ・ペイサーズと契約したが、同23日に契約を解除され、アイオワに戻った。2012年1月にはNBADLのフォートウェイン・マッドアンツに移籍したが、フェイマスは退団し翌2月にはフィリピンプロバスケットボールリーグのメラルコ・ボルツと契約。その後、同じくフィリピンのペトロン・ブレイズブースターズでもプレイした。
2012年7月、オーランドで行われたサマーリーグではペイサーズで、その後のラスベガスのサマーリーグではミルウォーキー・バックスで、それぞれプレイした。サマーリーグの後、フェイマスはドミニカのサンチアゴ・メトロスでプレイ。同年9月27日にはNBAのメンフィス・グリズリーズと契約したが、10月7日には自由契約になった。翌11月にフェイマスはNBADLのロサンゼルス・ディーフェンダーズに加わり、2013年1月にはアイオワ・エナジーにトレードされた。同年5月には、ドミニカのLeneros de Los Minasと契約した。
2013-14シーズンは、レバノンのTadamon Zoukでプレイした。
2014年9月に秋田ノーザンハピネッツとの契約が合意に達したが、プレシーズンゲーム出場後にチームを離脱し、契約は結ばれなかった。その後もNBADLなどでプレーした後、2015年7月20日にダラス・マーベリックスと契約を結び、念願のNBA入りを果たした。プレシーズン5試合に出場したが10月22日、ウェイブされた。